# Sporting Charleroi in het seizoen 1998/99
Dit artikel beschrijft de prestaties van de Belgische voetbalclub Sporting Charleroi in het seizoen 1998–1999.

## Gebeurtenissen

### Transfers
Sporting Charleroi behield het vertrouwen in Robert Waseige, die opnieuw de taak kreeg om succes te boeken met een jonge spelerskern. Hij nam in de zomer van 1998 afscheid van onder meer Drazen Brnčić en Rudi Smidts. Ook Luc Ernès mocht na een matig seizoen opnieuw vertrekken.
Charleroi zelf ging onder meer bij de grote clubs op zoek naar versterkingen. Bij Standard werd de 24-jarige verdediger Christophe Vanden Bergh weggehaald, terwijl bij Anderlecht Frédéric Peiremans werd weggeplukt. Daarnaast investeerde de club opnieuw in enkele jongeren. Zo mocht middenvelder Daniel Van Buyten in het seizoen 1998/99 zijn debuut maken in het eerste elftal.

### Competitie

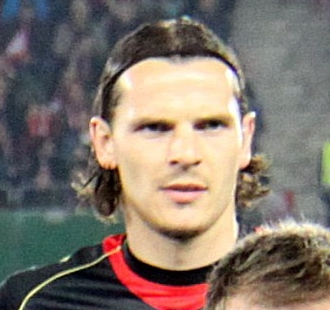
Daniel Van Buyten maakte in het seizoen 1998/99 zijn debuut op het hoogste niveau.

De Zebra's begonnen opnieuw met wisselend succes aan de competitie. Op de openingsspeeldag speelde Charleroi 1–1 gelijk tegen RSC Anderlecht. Adama Gueye bracht het elftal van Waseige na een kwartier op voorsprong, maar Anderlecht kwam in de slotminuten nog op gelijke hoogte na een doelpunt van gewezen Charleroi-speler Pär Zetterberg. Enkele weken later wist Charleroi wel te winnen van Standard Luik. Het werd voor eigen publiek 1–0 na een doelpunt van Maurice van Ham. Ook latere landskampioen KRC Genk raakte in september 1998 niet verder dan een gelijkspel (1–1) op Mambourg. Ondanks die goede resultaten tegen de topclubs verzeilde Charleroi al snel in de rechterkolom van het klassement. Het team van Waseige begon in oktober 1998 aan een slechte reeks van zes nederlagen in zeven wedstrijden.
Desondanks behield het bestuur het vertrouwen in Waseige. De club zakte weliswaar volledig weg in het klassement, maar had nog steeds voldoende punten voorsprong op degradatiekandidaten KV Kortrijk en KV Oostende. Na de winterstop veranderde de sportieve situatie van Charleroi amper. De club bleef het moeilijk hebben om drie punten te veroveren. Zo verloren de Zebra's ook voor eigen publiek de Henegouwse derby tegen Moeskroen (1–3). In de belangrijke degradatieduels trok Charleroi ook zelden aan het langste eind; enkel in de wedstrijden tegen KSK Beveren (1–2) en KV Kortrijk (2-1) wist het elftal van Waseige de drie punten te veroveren. Op twee speeldagen van het einde wist Charleroi zich pas te verzekeren van het behoud.
Na het seizoen 1998/99 werd de samenwerking met Waseige stopgezet. Enkele maanden later maakte hij een opmerkelijke promotie. De Luikenaar volgde in augustus 1999 gewezen Charleroi-trainer Georges Leekens op als bondscoach van de Rode Duivels.

### Beker van België
In de Beker van België werd Charleroi al in de eerste ronde uitgeschakeld door Eendracht Aalst (4–3).

## Spelerskern
| Naam                     | Nationaliteit      | Geboortedatum | Vorige club                   |
| ------------------------ | ------------------ | ------------- | ----------------------------- |
| Keepers                  |                    |               |                               |
| Franky Frans             | België             | 27-02-1966    | KSK Beveren (1996–1997)       |
| Olivier Renard           | België             | 24-05-1979    | /                             |
| Maxime Detraux           | België             | 06-02-1978    | Hemptinne-Eghezée (1997–1998) |
| Verdedigers              |                    |               |                               |
| Roch Gérard              | België             | 04-01-1972    | /                             |
| Laurent Wuillot          | België             | 11-07-1975    | RAEC Mons (1993–1994)         |
| Alexandre Teklak         | België             | 16-08-1975    | /                             |
| Enzo Biondo              | België             | 04-11-1979    | /                             |
| Dandou Selenge Kibonge   | Congo-Kinshasa     | 30-05-1976    | Hemptinne-Eghezée (1996–1997) |
| Bertin Tokéné            | Kameroen           | 10-05-1975    | Unisport Bafang (1996–1997)   |
| Jacky Ullrich            | Frankrijk          | 14-01-1974    | Marchienne (1996–1997)        |
| Mahamoudou Keré          | Burkina Faso       | 02-01-1982    | Santos FC (1997–1998)         |
| Mario Fasano             | België             | 08-10-1973    | KVC Westerlo (1997–1998)      |
| Christophe Vanden Bergh  | België             | 09-09-1974    | Standard Luik (1996–1998)     |
| Middenvelders            |                    |               |                               |
| Samuel Remy              | België             | 23-10-1973    | /                             |
| Serhij Omeljanovitsj     | Oekraïne           | 13-08-1977    | Zorja Loehansk (1994)         |
| Maurice van Ham          | Nederland          | 25-04-1966    | KSK Beveren (1996–1997)       |
| Adem Birinci             | Turkije            | 18-08-1978    | /                             |
| Grégory Ghislain         | België             | 15-04-1980    | /                             |
| Aziz Rabbah              | Frankrijk          | 10-09-1976    | RC Strasbourg (1995–1998)     |
| Alassane Ouedraogo       | Burkina Faso       | 07-09-1980    | /                             |
| Sandro Marcelo Sousa     | Brazilië           | 15-11-1978    | RC Strasbourg (1998)          |
| Daniel Van Buyten        | België             | 07-02-1978    | /                             |
| Carlo Camilleri          | België             | 14-05-1975    | FC Felgueiras (1996–1998)     |
| Frédéric Peiremans       | België             | 03-09-1973    | RSC Anderlecht (1993–1998)    |
| Aanvallers               |                    |               |                               |
| Dante Brogno             | België             | 02-05-1966    | RA Marchiennoise (1984–1986)  |
| Róbert Jován             | Hongarije          | 11-04-1967    | Vasas SC (1994–1996)          |
| Adama Gueye              | Senegal            | 29-12-1972    | Racing Jet Wavre (1994–1997)  |
| Luciano Djim             | Centr.-Afrik. Rep. | 03-08-1978    | /                             |
| Amadou Mané              | Senegal            | 26-11-1978    | OGC Nice (1998)               |
| Geoffroy N'Goran Kouassi | Ivoorkust          | 08-11-1974    | RCS Verviétois (1997–1998)    |

- = aanvoerder
- Sandro Marcelo Sousa veranderde zijn achternaam later in Souza en zijn geboortejaar in 1977.[3]

### Technische staf
| Functie         | Naam                | Nationaliteit   |
| --------------- | ------------------- | --------------- |
| Coach           | Robert Waseige      | België          |
| Assistent-coach | Michel Bertinchamps | België          |
| Assistent-coach | Mario Notaro        | België / Italië |
| Keeperstrainer  | István Gulyás       | Hongarije       |

## Uitrustingen
Shirtsponsor(s): ASLK

Sportmerk: Umbro
| Thuis | Thuis | Uit |

## Transfers

### Zomer
| Naam                     | Nationaliteit  | Van / Naar      | Type     |
| ------------------------ | -------------- | --------------- | -------- |
| Inkomend                 |                |                 |          |
| Frédéric Peiremans       | België         | RSC Anderlecht  | Gekocht  |
| Carlo Camilleri          | België         | FC Felgueiras   | Gekocht  |
| Mario Fasano             | België         | KVC Westerlo    | Gekocht  |
| Aziz Rabbah              | Frankrijk      | RC Strasbourg   | Gekocht  |
| Christophe Vanden Bergh  | België         | Standard Luik   | Gekocht  |
| Geoffroy N'Goran Kouassi | Ivoorkust      | RCS Verviétois  | Gekocht  |
| Uitgaand                 |                |                 |          |
| Pascal De Backer         | België         | RCS Visé        | Verkocht |
| Luc Ernès                | België         | RCS Visé        | Verkocht |
| Danny N'Gombo            | Congo-Kinshasa | RCS Visé        | Verkocht |
| Drazen Brnčić            | Kroatië        | Cremonese       | Verkocht |
| Moustapha Douai          | België         | RAEC Mons       | Verkocht |
| Rudi Smidts              | België         | Germinal Ekeren | Verkocht |
| Julien Begasse-De D'haen | België         | Stade Braine    | Verkocht |
| Geoffrey Bevilacqua      | België         | Rochefort FC    | Verkocht |

### Winter
| Naam                 | Nationaliteit | Van / Naar    | Type    |
| -------------------- | ------------- | ------------- | ------- |
| Inkomend             |               |               |         |
| Mahamoudou Keré      | Burkina Faso  | Santos FC     | Gekocht |
| Sandro Marcelo Sousa | Brazilië      | RC Strasbourg | Gekocht |
| Amadou Mané          | Senegal       | OGC Nice      | Gekocht |

## Eerste klasse

### Klassement
|         |    |                     | GW | W  | G  | V  | DV | DT | DS  | Ptn |
| ------- | -- | ------------------- | -- | -- | -- | -- | -- | -- | --- | --- |
| K (CL)  | 1  | KRC Genk            | 34 | 22 | 7  | 5  | 74 | 38 | +36 | 73  |
| (UEFA)  | 2  | Club Brugge         | 34 | 22 | 5  | 7  | 65 | 38 | +27 | 71  |
| (UEFA)  | 3  | RSC Anderlecht      | 34 | 21 | 7  | 6  | 76 | 39 | +37 | 70  |
|         | 4  | Excelsior Moeskroen | 34 | 19 | 9  | 6  | 76 | 47 | +29 | 66  |
|         | 5  | KSC Lokeren         | 34 | 17 | 6  | 11 | 69 | 61 | +8  | 57  |
|         | 6  | Standard Luik       | 34 | 17 | 3  | 14 | 55 | 47 | +8  | 54  |
| (beker) | 7  | Lierse SK           | 34 | 16 | 6  | 12 | 72 | 47 | +25 | 54  |
|         | 8  | AA Gent             | 34 | 14 | 10 | 10 | 55 | 59 | -4  | 52  |
|         | 9  | Sint-Truidense VV   | 34 | 14 | 9  | 11 | 52 | 46 | 6   | 51  |
|         | 10 | Germinal Ekeren     | 34 | 14 | 7  | 13 | 48 | 46 | +2  | 49  |
|         | 11 | KRC Harelbeke       | 34 | 10 | 11 | 13 | 44 | 46 | -2  | 41  |
|         | 12 | KVC Westerlo        | 34 | 11 | 7  | 16 | 56 | 62 | -6  | 40  |
|         | 13 | Eendracht Aalst     | 34 | 9  | 8  | 17 | 48 | 66 | -18 | 35  |
|         | 14 | Sporting Charleroi  | 34 | 7  | 11 | 16 | 40 | 54 | -14 | 32  |
|         | 15 | KSK Beveren         | 34 | 8  | 6  | 20 | 33 | 60 | -27 | 30  |
|         | 16 | Lommel SK           | 34 | 7  | 7  | 20 | 33 | 56 | -23 | 28  |
|         | 17 | KV Kortrijk         | 34 | 6  | 7  | 21 | 49 | 81 | -32 | 25  |
|         | 18 | KV Oostende         | 34 | 4  | 10 | 20 | 27 | 79 | -52 | 22  |